# John Gudenus

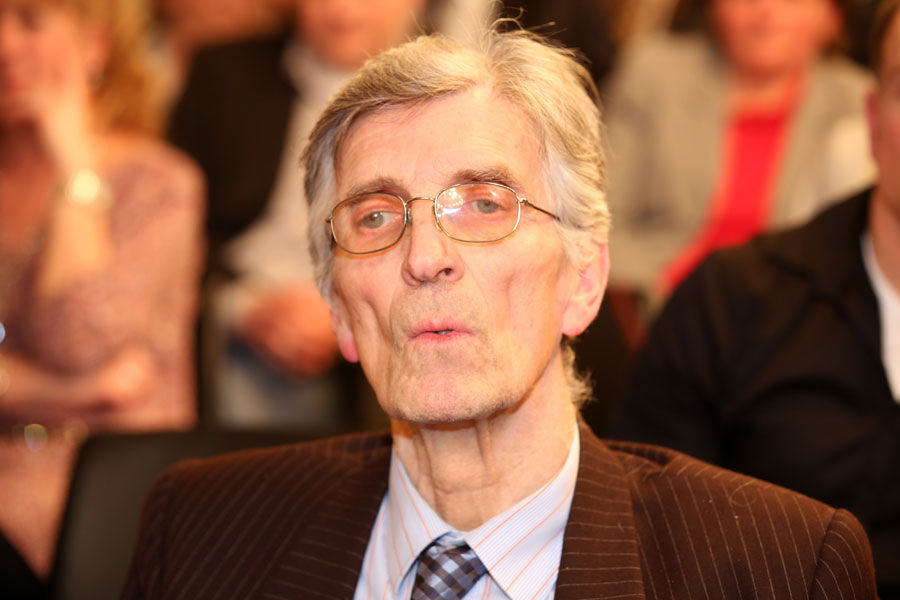
John Gudenus (2014)

John Gudenus (* 23. November 1940 in Wien als John Baptist Carl Gudenus; † 14. September 2016 ebenda) war ein österreichischer Bundesbeamter und Oberst des österreichischen Bundesheeres, Gutsbesitzer, sowie Politiker. Als Mandatsträger der Freiheitlichen Partei Österreichs (FPÖ) war er Abgeordneter im Nationalrat (1992–1995) und Mitglied des Bundesrates (1990–1992; 1996–2005), zuletzt ohne Fraktion (November 2005). Er war ein verurteilter Holocaustleugner.

## Leben
Gudenus stammt aus einer ursprünglich in Hessen ansässigen Familie, die 1907 von Kaiser Franz Joseph in den österreichischen Grafenstand erhoben wurde. Er war der Sohn von Johann Baptist Gudenus (1908–1968) und Karin, geb. Giaever (1908–1980). Schon sein Großvater Philipp Graf von Gudenus (1877–1948) und Urgroßvater Heinrich Johann Baptist Graf von Gudenus (1839–1915) waren Politiker im Parlament, nämlich erbliches Mitglied des Herrenhauses, also im Oberhaus des österreichischen Reichsrates, sowie Gutsbesitzer.

### Berufliche Laufbahn
Nach der Matura im Jahr 1961 absolvierte Gudenus von 1962 bis 1965 die Militärakademie. Das Studium der Sozial- und Wirtschaftswissenschaften an der Universität Wien schloss er 1972 mit dem akademischen Grad Magister ab. Bis zur Pensionierung arbeitete Gudenus im Bundesministerium für Landesverteidigung. Als Oberst, zuletzt im Heeresmaterialamt tätig, trat er 2002 in den Ruhestand.

### Politische Laufbahn
John Gudenus wurde im Jahr 1973 Bezirksrat im 1. Wiener Gemeindebezirk Innere Stadt, später Bezirksrat in Wien-Wieden (4. Gemeindebezirk), Gemeinderatsmitglied im niederösterreichischen Albrechtsberg und Bezirksparteiobmann der FPÖ Wieden. Von 1990 bis 1992 war er Mitglied im Bundesrat, bis 1995 Abgeordneter im Nationalrat.
Nachdem er 1994 im Parlament den damaligen Vizekanzler Erhard Busek (ÖVP) als „Koalitionstrottel“ und „Idiot“ beschimpft hatte und sich in einer Debatte von Busek provoziert fühlte, befand er: „Sie gehören geohrfeigt.“
Ab 1996 war er wieder Mitglied des Bundesrates. Nach der Abspaltung des BZÖ unter Jörg Haider von der FPÖ im März 2005 schloss Gudenus sich der Gruppe um den neuen FPÖ-Parteiobmann Heinz-Christian Strache an und blieb weiterhin als „Blauer“ bei der FPÖ.
Am 14. April 2005 stimmte Gudenus im Bundesrat für einen Neuwahlantrag der Opposition (SPÖ und Grüne), dem er damit die – staatsrechtlich folgenlose – Annahme verschaffte. Bei der Abstimmung wurde Gudenus durch die ÖVP-Bundesrätin Michaela Gansterer und eine Kollegin, die spätere Bundesratspräsidentin Sissy Roth-Halvax (ÖVP), handgreiflich beim Aufzeigen behindert.
Am 27. November 2005 verlor er nach der Wiener Landtags- und Gemeinderatswahl sein Bundesratsmandat und beendete seine politische Tätigkeit.
Gudenus war seit mindestens 2003 bis jedenfalls 2006 gemeinsam mit Andreas Mölzer und Johann Josef Dengler Mitherausgeber der rechtskonservativ-deutschnational ausgerichteten und FP-nahen Wochenzeitung Zur Zeit.

### Verhältnis zum Nationalsozialismus
Gudenus gehörte während seiner Mitgliedschaft dem rechten, deutschnationalen Flügel der FPÖ an (dieser ist Teil des sogenannten Dritten Lagers in Österreich). Unter anderem lehnte er die Errichtung einer Gedenkstätte im ehemaligen KZ Mauthausen ab; Entschädigungszahlungen an Opfer des Nationalsozialismus bezeichnete er als „Schutzgeld“ und Abtreibung als „Babycaust“. Anfang 1992 unterstützte er eine Petition an den Nationalrat auf Änderung des Verbotsgesetzes.
Bei einer Podiumsdiskussion im Jahr 1995, im Vorfeld zur Wehrmachtsausstellung in Wien, stellte Gudenus indirekt die Existenz von Gaskammern im Dritten Reich in Frage:

„Gaskammern? Ich halte mich da raus! Ich glaube alles, was dogmatisch vorgeschrieben ist.“

Daraufhin musste er als Nationalratsabgeordneter zurücktreten.
Im April 2006 wurde Gudenus wegen Verstoßes gegen das Verbotsgesetz zu einem Jahr bedingter Haft verurteilt. Die Geschworenen befanden ihn für schuldig, den nationalsozialistischen Völkermord an den europäischen Juden in zwei Interviews geleugnet beziehungsweise „gröblich verharmlost“ zu haben. Im Juli desselben Jahres erlangte das Urteil Rechtskraft.
Über den Neonazi Gottfried Küssel sagte Gudenus bei einer Gerichtsverhandlung gegen den Politiker Ewald Stadler im April 2014: „Gottfried Küssel war ein anständiger Mann, den man leider eingelocht hat.“

#### Prozess und Verurteilung wegen Wiederbetätigung
Ähnlich wie schon 1995 (siehe oben) äußerte sich Gudenus am 18. April 2005 in der ORF-Sendung Report erneut zum Thema Gaskammern in Konzentrationslagern. Er meinte, man solle „nicht Tabus aufstellen, sondern man soll physikalisch und wissenschaftlich prüfen“, sowie weiter:

„Ich glaube, man sollte dieses Thema ernsthaft debattieren und nicht auf eine Frage du musst es ja oder nein beantworten, sonder[n] überprüfen wir das, ich bin der Meinung, ich fordere eine, immer wiederum eine Prüfung.“

Am 27. April trat Gudenus aus der FPÖ aus, seiner Aussage nach, um der Partei Schaden aus der Diskussion um ihn zu ersparen. Bundeskanzler Schüssel (ÖVP) forderte ihn am selben Tag anlässlich der Feiern zum österreichischen Jubiläumsjahr der Zweiten Republik zum Rücktritt vom Bundesratsmandat auf; Bundespräsident Fischer (ehemals SPÖ) äußerte sich ähnlich. Die Staatsanwaltschaft Wien nahm Ermittlungen auf, stellte diese jedoch mit Genehmigung des Justizministeriums alsbald wieder ein. Gudenus reagierte darauf mit „Schön, dass Zweifel erlaubt sind“ und legte weiter nach:

„Es gab Gaskammern, aber nicht im Dritten Reich. Sondern in Polen. So steht das auch in Schulbüchern. Ich habe nie gesagt, dass ich prinzipiell Gaskammern anzweifle.“

Diese weiteren Aussagen führten neuerlich zu großer Empörung und veranlassten die Grünen dazu, Gudenus anzuzeigen. Die Staatsanwaltschaft Wien beantragte beim Untersuchungsrichter Vorerhebungen wegen des Verdachts der Wiederbetätigung gegen § 3g Verbotsgesetz. Anfang Juni 2005 stellte die Staatsanwaltschaft beim Wiener Landtag einen Auslieferungsantrag, um Gudenus’ politische Immunität aufzuheben. Dem Antrag wurde am 29. Juni 2005 entsprochen, woraufhin die Staatsanwaltschaft Anklage erhob, die am 7. April 2006 rechtskräftig wurde:

„Die Staatsanwaltschaft sah in den Aussagen von Gudenus klar einen Verstoß gegen das NS-Verbotsgesetz: Gudenus habe bewusst den Stand der Geschichtswissenschaften negiert und den nationalsozialistischen Völkermord sowie Nazi-Verbrechen gegen die Menschlichkeit geleugnet, hieß es in der Anklage.“

Am 26. April 2006 musste sich Gudenus deshalb vor einem Wiener Geschworenengericht verantworten, das ihn, bei einem Strafrahmen von einem bis zu zehn Jahren, zu einer einjährigen Freiheitsstrafe bedingt verurteilte: „Die Geschworenen befanden ihn schuldig, in zwei Interviews den Holocaust ‚geleugnet‘ beziehungsweise ‚gröblich verharmlost‘ zu haben.“ Das verhängte Strafausmaß lag genau unterhalb der Schwelle, ab der ihm seine Beamtenpension gekürzt worden wäre.
Im Prozess verantwortete Gudenus sich unter anderem mit der vorgebrachten Unterscheidung, dass nach Meinung seines Verteidigers als „Drittes Reich“ nur die Zeit von 1933 bis zum „Anschluss Österreichs“ im Jahr 1938 gelte:

„Über die Gaskammern im Großdeutschen Reich bin ich mir überhaupt nicht unsicher. Was Gaskammern im Dritten Reich betrifft, darf ich doch noch eine gewisse Unsicherheit aufweisen.“

Befragt wurde Gudenus im Prozess auch zu einer Aussage, die er nach einem Besuch des KZ Mauthausen getätigt hatte, als er zu auf einem Foto abgebildeten Häftlingen resümierte, dass diese „eigentlich ganz gut aussehen“, während er, Gudenus, schlechter aussehe:

„Ich bin mit einer gewissen Erwartungshaltung hingegangen. Ich habe geglaubt, dass ich Kranke, Tote, Ausgemergelte, Hungernde zu sehen bekomme. Eines der Bilder war aber eine recht gut aussehende Frauengruppe.“

Der Verteidiger sprach von einer „Fehlentscheidung“ und legte Berufung sowie Nichtigkeitsbeschwerde beim Obersten Gerichtshof ein. Der Staatsanwalt, der die Verteidigungslinie des Verteidigers im Prozess als „Unsinn“ bezeichnete, forderte ein höheres Strafmaß und legte ebenfalls Berufung ein.
Nachdem die Prozessparteien ihre Rechtsmittel zurückgezogen hatten, erlangte das erstinstanzliche Urteil ohne Berufungsverfahren am 18. Juli 2006 seine Rechtskraft.

#### Als Kläger wegen übler Nachrede
Im Herbst 2008 brachte John Gudenus beim Wiener Landesgericht eine Klage gegen Armin Wolf und gegen den Österreichischen Rundfunk (ORF) wegen übler Nachrede ein. Hintergrund war ein ZIB-2-Interview, das Wolf mit dem umstrittenen FPÖ-Nationalratsabgeordneten Martin Graf zu dessen politischen Positionen geführt hatte. Gegen Ende des Gesprächs fragte Wolf diesen: „… Was ist denn Ihrer Meinung nach im Holocaust passiert?“ Graf antwortete ausweichend, woraufhin Wolf nachfragte:

„Also Sie [Martin Graf] bezweifeln nicht, wie Ihr langjähriger Parteikollege John Gudenus, dass in Gaskammern Millionen Juden ermordet wurden im Deutschen Reich?“

Darin sah Gudenus sich in seiner Ehre gekränkt. Seiner Klage nach hätte Wolf ihm „öffentlich eine ‚verächtliche Gesinnung‘ unterstellt […] denn er hätte so etwas nie behauptet“, was dieser wiederum im August 2009 als „besonders kurios“ beschreibt, denn:

„Herr Gudenus wurde nämlich im April 2006 [zwei Jahre vor seiner Klage gegen Wolf] genau wegen der zitierten Behauptung (‚Es gab Gaskammern, aber nicht im Dritten Reich‘ in einem STANDARD-Interview) als Holocaust-Leugner zu einem Jahr bedingter Haft verurteilt – konkret wegen Verstoßes gegen §3[h] des Verbotsgesetzes. Im August 2006 wurde diese Verurteilung rechtskräftig.“

Beim Prozess am Landesgericht wurde Gudenus von Adrian Hollaender vertreten, der seinerseits von der Richterin zur Vorsicht gemahnt wurde, „sich nicht selbst in die Nähe des Verbotsgesetzes zu begeben“. Nachdem im Verhandlungssaal das ZIB-2-Interview gezeigt worden war und die Richterin aus dem Wiederbetätigungsurteil von 2006 zitiert hatte, sprach sie Wolf frei:

„Ich hätte den Wahrheitsbeweis für meine Behauptung zweifelsfrei erbracht, Gudenus müsse sich das Zitat gefallen lassen, immerhin wurde er deswegen rechtskräftig verurteilt.“

Gudenus brachte daraufhin Berufung gegen dieses erstinstanzliche Urteil ein. Das Oberlandesgericht Wien wies die Berufung vollinhaltlich ab und sprach sowohl Armin Wolf als auch den ORF rechtskräftig frei. Gudenus wurde zur Zahlung sämtlicher Verfahrenskosten verurteilt.

### Privates

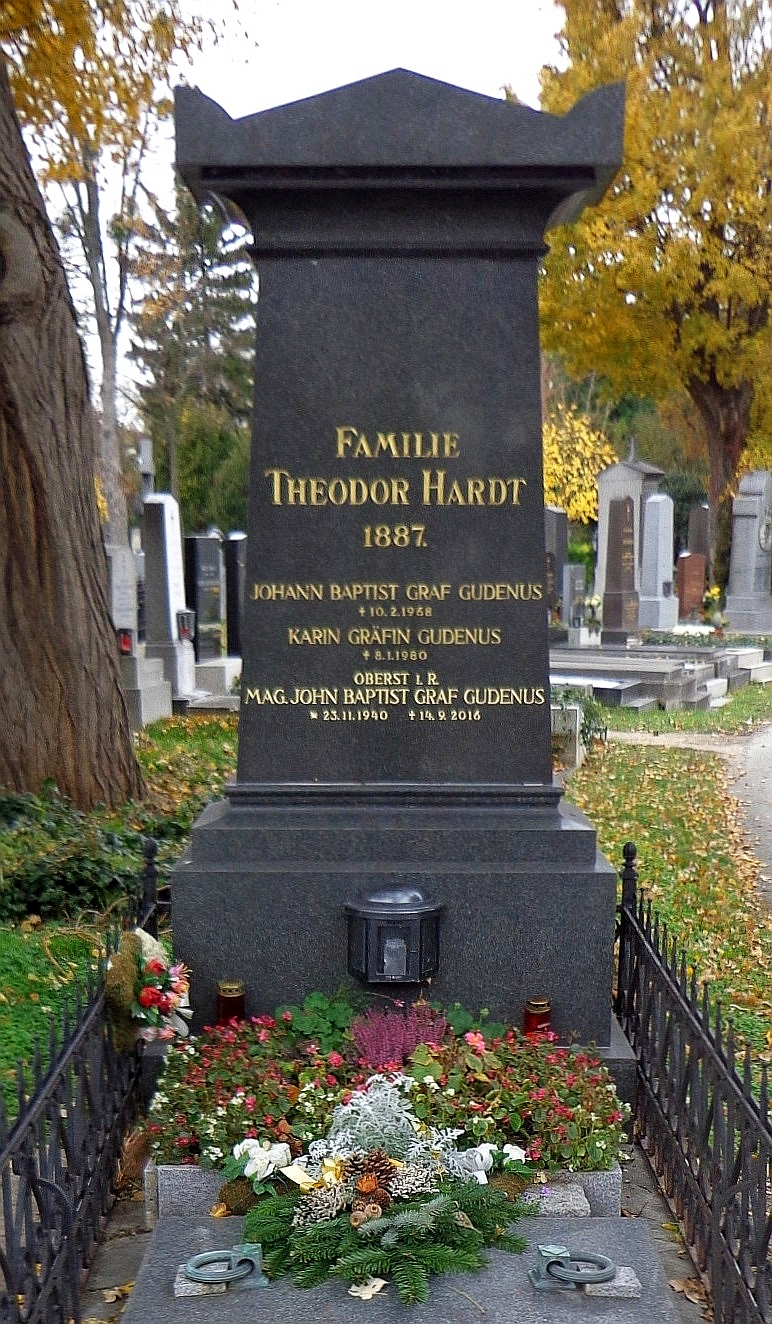
Ruhestätte der Familie Gudenus am Wiener Zentralfriedhof

Der als John Baptist Carl Gudenus geborene John Gudenus war seit 12. August 1972 mit Marie-Louise, geb. Bilogan (* 17. Juni 1951), verheiratet. Marie-Louise ist Tochter des Obersten Leopold Bilogan (1912–1995).
Aus der Ehe gingen vier Söhne hervor:
- Markus John (* 3. August 1974)
- Johann Baptist Björn, bekannt als Johann Gudenus, ehemaliger Politiker der FPÖ (* 20. Juli 1976)
- Jens Severin (* 12. November 1983)
- Clemens Magnus (* 27. September 1990), siehe Clemens Gudenus, Politiker der FPÖ

Seinen mit seiner Ehefrau gemeinsamen Wohnsitz hatte John Gudenus in der Gußhausstraße in Wien-Wieden. In Els, dem Stammsitz der ehemals adeligen Familie, betrieb er eine Forstwirtschaft und hatte dort einen weiteren Wohnsitz.
Für den im September 2016 verstorbenen John Gudenus findet sich auf dem Grabstein der Familiengruft der Gudenus, vormals der Familie Theodor Hardt (Urgroßvater von Gudenus), auf dem Wiener Zentralfriedhof (Gr. 30A, Reihe 2, Nr. 1) eine Grabinschrift. Den Angaben der Grabsuche der Friedhöfe Wien entsprechend ist er dort nicht begraben, seine Eltern Johann Baptist und Karin Gudenus hingegen schon.

## Auszeichnungen
- 2000: Großes Silbernes Ehrenzeichen für Verdienste um die Republik Österreich[14]